# Laskavec krvavý
Laskavec krvavý (Amaranthus cruentus) je druh kvetoucí rostliny z čeledi laskavcovité (Amaranthaceae), který rodí výživná semena. Jedná se o jeden ze tří druhů laskavců (Amaranthus) pěstovaných pro semena. Dalšími dvěma jsou Laskavec červenoklasý(Amaranthus hypochondiacus) a Laskavec ocasatý(Amaranthus caudatus). V Mexiku se tato rostlina nazývá "huautli a alegría", v angličtině má několik běžných jmen: "blood amaranth (laskavec krvavý)", "red amaranth (laskavec červený)", "purple amaranth" (laskavec nachový), "prince’s feather (knížecí peří)" a "Mexican grain amaranth (mexický obilný laskavec)". V indickém státě Maháraštra se nazývá "shravani maath" (श्रावणी माठ) nebo "rajgira"(राजगिरा).

## Popis
Laskavec krvavý je vysoká jednoletá bylina s trsem tmavě růžových květů. Rostlina může vyrůst až do výšky 2 metry, kvete od léta do podzimu. Předpokládá se, že pochází z laskavce Amaranthus hybridus, s nímž sdílí mnoho morfologických znaků. Rostlina má obvykle zelenou barvu, ale fialová varianta byla poprvé využita při inckých rituálech.

## Využití
Tento druh byl používán jako zdroj potravy ve Střední Americe již v roce 4000 před naším letopočtem. Semena se zpracovávají a konzumují jako obilná zrna. Zrna jsou u divoké rostliny černá a u domestikované formy bílá. Je možné je rozemlít na mouku (bezlepková, vhodná pro celiaky), osmažit jako popcorn, vařit jako kaši nebo udělat sladkost zvanou alegría. Listy se mohou vařit jako špenát a ze semen mohou být po naklíčení použity klíčky. Laskavec krvavý již ve Střední Americe není základní potravinou, ale stále se zde pěstuje a prodává jako zdravá výživa.
Je to důležitá plodina pro samozásobitelské zemědělce v Africe.
V indickém státě Maháraštra se v průběhu měsíce Shravan na festivalech podává smažená zelenina se strouhaným kokosem. Stvol (lodyha) se upravuje na kari s fazolkami lablabu purpurového (Lablab purpureus). Lid Zuni (původní americké obyvatelstvo z oblasti dnešního Nového Mexika a Arizony) drtil chlupatou část rostliny na jemnou moučku, kterou používali k barvení slavnostního chleba načerveno. Drcené listy a květy se po navlhčení vtíraly do tváří jako růž.